# Yavuzlu, Pasinler
Yavuzlu là một xã thuộc huyện Pasinler, tỉnh Erzurum, Thổ Nhĩ Kỳ. Dân số thời điểm năm 2011 là 198 người.